# Barsebäck Resort
Barsebäck Resort, tidigare namn, Barsebäck Golf & Country Club, är en golfklubb utanför orten Barsebäck i Kävlinge kommun i Skåne län. Den ligger intill och delvis på naturreservatet Järavallen.
Barsebäck har varit återkommande arrangör av Scandinavian Masters.
Barsebäck har även två bra tour spelare en manlig Henrik Stenson och även en kvinnlig Carloline Hedwall.
2003 utsågs klubben till Årets golfklubb . 2003 års upplaga av Solheim cup arrangerades även på Barsebäck GCC.